# Catèter central d'inserció perifèrica

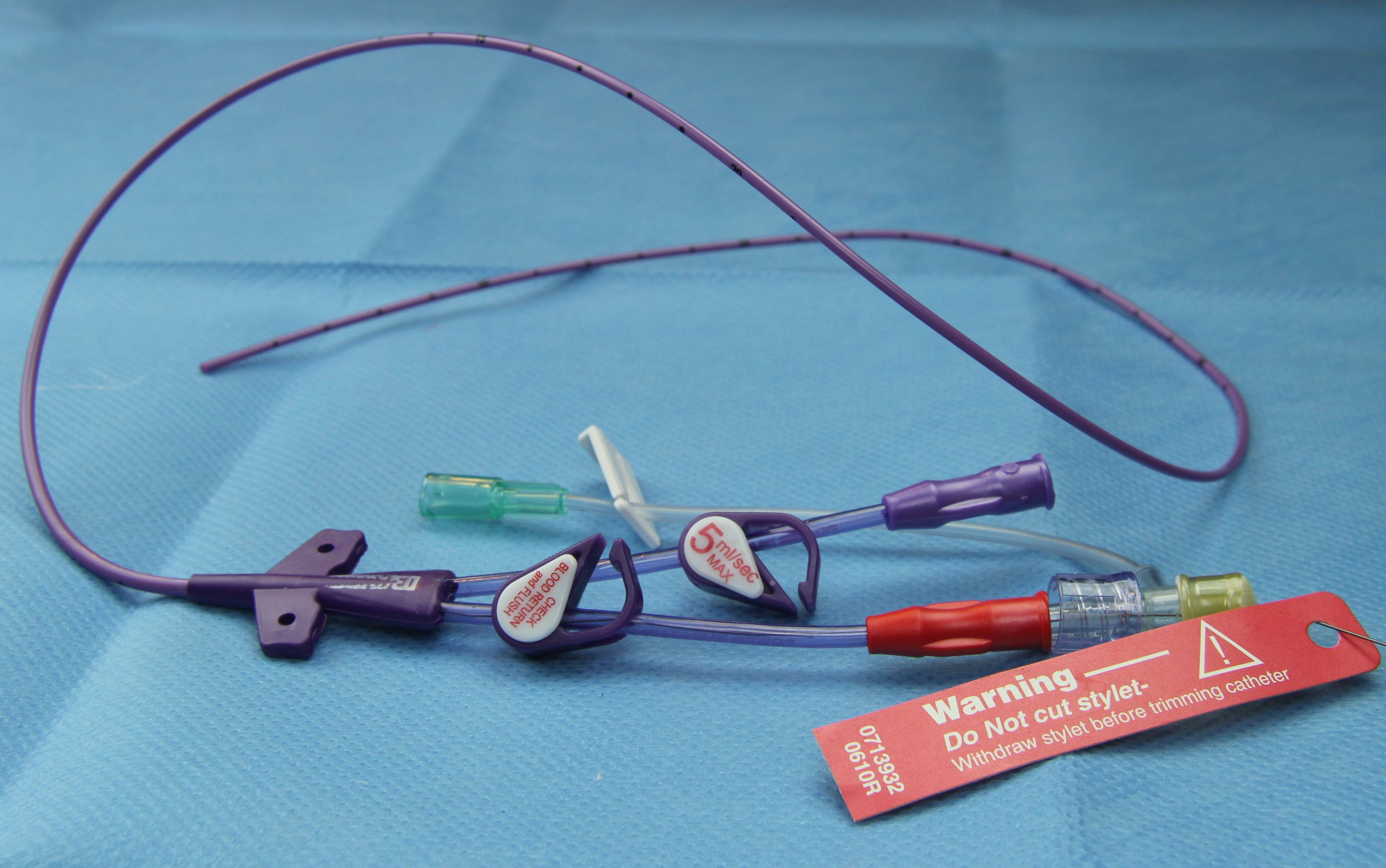
Un PICC típic amb doble llum.

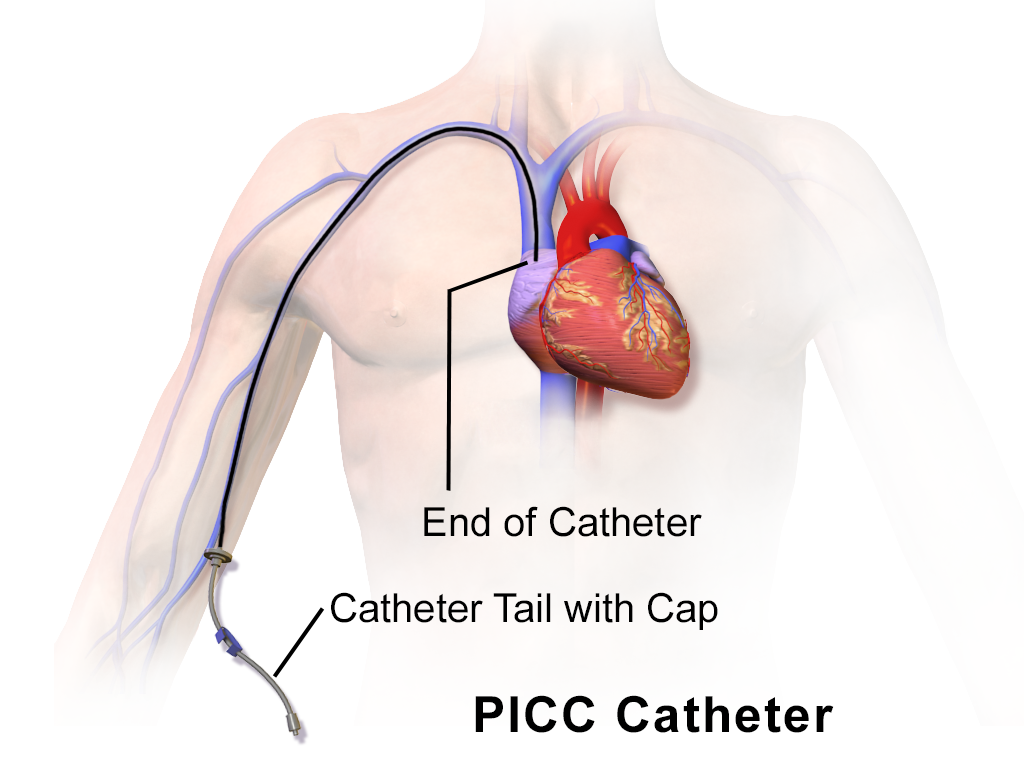
Il·lustració d'un PICC inserit.

Un catèter central d'inserció perifèrica (abreviat com a PICC de l'anglès peripherally inserted central catheter) és una forma d'accés intravenós que es pot utilitzar durant un període prolongat (per exemple, per a règims de quimioteràpia llargs, antibiòtics durant força dies o nutrició parenteral total) o per a l'administració de substàncies que no poden ser administrades perifèricament (per exemple, vasopressors). És, per tant, un catèter venós central que entra al cos a través de la pell (per via percutània) en un lloc perifèric, s'estén a la vena cava superior (un tronc venós central) i es manté al seu lloc (les venes) durant dies o setmanes.
Descrit per primera vegada el 1975, és una alternativa als catèters venosos centrals de les venes principals com la vena subclàvia, la vena jugular interna o la vena femoral. Les col·locacions de vies subclàvies i jugulars poden provocar pneumotòrax (aire a l'espai pleural del pulmó), mentre que els PICC no tenen aquest problema a causa del mètode de col·locació.